# Canottaggio ai Giochi della XXXIII Olimpiade - 2 senza femminile
La gara del 2 senza femminile dei Giochi della XXXIII Olimpiade si è svolta tra il 28 luglio e il 2 agosto.
La competizione è stata vinta dall'equipaggio dei Paesi Bassi composto da Ymkje Clevering e Veronique Meester.

## Formato
La competizione si è svolta su tre turni, in ognuno dei quali i primi tre classificati di ogni batteria avanzano al turno successivo" Gli equipaggi eliminati al primo turno competono in una batteria di ripescaggio, la quale qualifica altri tre equipaggi al secondo turno.
Gli equipaggi eliminati nelle semifinali hanno partecipato alla Finale B.

## Programma
| Data           | Ora (UTC+1) | Turno      |
| -------------- | ----------- | ---------- |
| 28 luglio 2024 | 10:30       | Batterie   |
| 29 luglio 2024 | 10:30       | Ripescaggi |
| 31 luglio 2024 | 10:54       | Semifinali |
| 2 agosto 2024  | 10:54       | Finali     |

## Risultati

### Batterie
| Pos. | Atleti                              | Nazione       | Tempo   | Note |
| ---- | ----------------------------------- | ------------- | ------- | ---- |
| 1    | Ymkje Clevering Veronique Meester   | Paesi Bassi   | 7'17"81 | Q    |
| 2    | Kamilė Kralikaitė Ieva Adomavičiūtė | Lituania      | 7'22"53 | Q    |
| 3    | Azja Czajkowski Jessica Thoennes    | Stati Uniti   | 7'25"52 | Q    |
| 4    | Hedvig Rasmussen Fie Udby Erichsen  | Danimarca     | 7'30"91 | R    |
| 5    | Kate Haines Alana Sherman           | Nuova Zelanda | 7'43"56 | R    |

| Pos. | Atleti                              | Nazione       | Tempo   | Note |
| ---- | ----------------------------------- | ------------- | ------- | ---- |
| 1    | Ioana Vrînceanu Roxana Anghel       | Romania       | 7'24"27 | Q    |
| 2    | Aifric Keogh Fiona Murtagh          | Irlanda       | 7'28"22 | Q    |
| 3    | Radka Novotníková Pavlína Flamíková | Rep. Ceca     | 7'28"23 | Q    |
| 4    | Rebecca Edwards Chloe Brew          | Gran Bretagna | 7'29"70 | R    |

| Pos. | Atleti                                    | Nazione   | Tempo   | Note |
| ---- | ----------------------------------------- | --------- | ------- | ---- |
| 1    | Jessica Morrison Annabelle McIntyre       | Australia | 7'16"58 | Q    |
| 2    | Evangelia Anastasiadou Christina Bourmpou | Grecia    | 7'20"49 | Q    |
| 3    | Melita Abraham Antonia Abraham            | Cile      | 7'23"01 | Q    |
| 4    | Esther Briz Zamorano Aina Cid Centelles   | Spagna    | 7'24"09 | R    |

### Ripescaggio
| Pos. | Atleti                                  | Nazione       | Tempo   | Note |
| ---- | --------------------------------------- | ------------- | ------- | ---- |
| 1    | Hedvig Rasmussen Fie Udby Erichsen      | Danimarca     | 7'34"57 | Q    |
| 2    | Esther Briz Zamorano Aina Cid Centelles | Spagna        | 7'36"98 | Q    |
| 3    | Rebecca Edwards Chloe Brew              | Gran Bretagna | 7'37"11 | Q    |
| 4    | Kate Haines Alana Sherman               | Nuova Zelanda | 7'46"18 |      |

### Semifinali
| Pos. | Atleti                                    | Nazione       | Tempo   | Note |
| ---- | ----------------------------------------- | ------------- | ------- | ---- |
| 1    | Ymkje Clevering Veronique Meester         | Paesi Bassi   | 7'10"16 | FA   |
| 2    | Ioana Vrînceanu Roxana Anghel             | Romania       | 7'14"53 | FA   |
| 3    | Evangelia Anastasiadou Christina Bourmpou | Grecia        | 7'18"28 | FA   |
| 4    | Hedvig Rasmussen Fie Udby Erichsen        | Danimarca     | 7'19"11 | FB   |
| 5    | Rebecca Edwards Chloe Brew                | Gran Bretagna | 7'28"76 | FB   |
| 6    | Radka Novotníková Pavlína Flamíková       | Rep. Ceca     | 7'33"68 | FB   |

| Pos. | Atleti                                  | Nazione     | Tempo   | Note |
| ---- | --------------------------------------- | ----------- | ------- | ---- |
| 1    | Jessica Morrison Annabelle McIntyre     | Australia   | 7'14"14 | FA   |
| 2    | Azja Czajkowski Jessica Thoennes        | Stati Uniti | 7'15"59 | FA   |
| 3    | Kamilė Kralikaitė Ieva Adomavičiūtė     | Lituania    | 7'19"27 | FA   |
| 4    | Melita Abraham Antonia Abraham          | Cile        | 7'26"82 | FB   |
| 5    | Esther Briz Zamorano Aina Cid Centelles | Spagna      | 7'30"36 | FB   |
| 6    | Aifric Keogh Fiona Murtagh              | Irlanda     | 7'32"97 | FB   |

### Finali
| Pos. | Atleti                                  | Nazione       | Tempo   | Note |
| ---- | --------------------------------------- | ------------- | ------- | ---- |
| 7    | Esther Briz Zamorano Aina Cid Centelles | Spagna        | 7'07"08 |      |
| 8    | Aifric Keogh Fiona Murtagh              | Irlanda       | 7'08"88 |      |
| 9    | Melita Abraham Antonia Abraham          | Cile          | 7'10"45 |      |
| 10   | Radka Novotníková Pavlína Flamíková     | Rep. Ceca     | 7'10"46 |      |
| 11   | Hedvig Rasmussen Fie Udby Erichsen      | Danimarca     | 7'12"01 |      |
| 12   | Rebecca Edwards Chloe Brew              | Gran Bretagna | 7'16"02 |      |

| Pos.    | Atleti                                    | Nazione     | Tempo   | Note |
| ------- | ----------------------------------------- | ----------- | ------- | ---- |
| Oro     | Ymkje Clevering Veronique Meester         | Paesi Bassi | 6'58"67 |      |
| Argento | Ioana Vrînceanu Roxana Anghel             | Romania     | 7'02"97 |      |
| Bronzo  | Jessica Morrison Annabelle McIntyre       | Australia   | 7'03"54 |      |
| 4       | Azja Czajkowski Jessica Thoennes          | Stati Uniti | 7'05"31 |      |
| 5       | Kamilė Kralikaitė Ieva Adomavičiūtė       | Lituania    | 7'05"34 |      |
| 6       | Evangelia Anastasiadou Christina Bourmpou | Grecia      | 7'13"30 |      |